# David Lopes
David Júnior Lopes (n. 19 iulie 1982, Maringá, Brazilia) este un fotbalist brazilian care evoluează la echipa C.D. Chivas USA pe postul de fundaș.

## Carieră
A debutat pentru Universitatea Craiova în Liga I pe 15 august 2010 într-un meci terminat la egalitate împotriva echipei FC Timișoara.